# Lellingeria ciliolepis
Lellingeria ciliolepis är en stensöteväxtart som först beskrevs av Carl Frederik Albert Christensen, och fick sitt nu gällande namn av Alan Reid Smith. Lellingeria ciliolepis ingår i släktet Lellingeria och familjen Polypodiaceae. Inga underarter finns listade.